# Starorypin (gmina)
Starorypin (1940-41 de facto część gminy Rypin, od 1944 de facto Strzygi) – dawna gmina wiejska istniejąca de facto do 1940 roku, de jure do 1954 roku. Nazwa gminy pochodzi od wsi Starorypin, lecz siedzibą władz gminy były Strzygi.
W okresie międzywojennym gmina Starorypin należała do powiatu rypińskiego w woj. warszawskim. 1 kwietnia 1938 roku gminę wraz z całym powiatem rypińskim przeniesiono do woj. pomorskiego.
24 października 1940 roku okupant zniósł gminę Starorypin, łącząc ją ze zniesioną gminą Pręczki w nową gminę Rypin (Rippin-Land, od 1941 Rippin (Westpr.)-Land), do której przyłaczono także gromady Cetki, Długie i Warpalice wyłączono z przedwojennej gminy Wąpielsk oraz gromadę Sumówko z przedwojennej gminy Osiek. Równocześnie gromady Kłuśno, Michałki i Tadajewo włączono do sąsiedniej gminy Osiek (Lindenschanz).
Po wojnie, dekretem PKWN z 21 sierpnia 1944 o trybie powołania władz administracji ogólnej I i II instancji, uchylono wszelkie zmiany w podziale administracyjnym państwa wprowadzone przez okupanta (art. 11). Jednak zmiany w podziale administracyjnym powiatu rypińskiego wprowadzone podczas wojny utrzymywały się w praktyce także po wojnie. Na przykład to właśnie z gminy Starorypin wyłączono 28 lutego 1950 część obszarów, które włączono do miasta Rypina (kolonię Piaski z gromady Rusinowo, kolonię Bielawki z gromady Rypałki, i osiedle Wójtostwo z gromady Starorypin). Stare nazewnictwo było praktykowane do tego stopnia, że Wojewoda Pomorski wydał 22 kwietnia 1950 specjalne ogłoszenie informujące o powróceniu do stanu administracyjnego z 1 września 1939, podkreślając szczególnie, że „gromady Kłuśno i Tadajewo należą do gminy wiejskiej Starorypin, a nie do gminy wiejskiej Osiek”. Ponadto, w praktyce powojennej gminę Starorypin zaczęto nazywać w oficjalnych pismach gminą Strzygi, od nazwy jej siedziby, mimo podstaw prawnych.
Tak więc przedwojenna gmina Starorypin funkcjonowała de iure także po wojnie, choć w praktyce stosowano skład gmin wprowadzony przez okupanta i nowe nieformalne nazewnictwo. Na przykład GUS-owski oficjalny Wykaz Gromad Polskiej Rzeczypospolitej Ludowej według stanu z dnia 1.VII 1952 r. dalej zalicza gromady Kłuśno, Michałki i Tadajewo do gminy Osiek, a gminę Starorypin wymienia jako gminę Strzygi, w skład której (niepoprawnie w myśl prawa) zalicza gromady Cetki, Długie, Warpalice i Sumówko. Podobnie było nawet w wydawnictwach wojewódzkich, np. w Dzienniku Urzędowym Wojewódzkiej Rady Narodowej w Bydgoszczy z 1954 w opisie gmin i gromad podlegających transformacji w związku z reformą administracyjną państwa. Z kolei inne publikacje stosowały oficjalne nazewnictwo, np. Dziennik Ustaw, informujący o wyłączeniu z gminy Starorypin części gromad Rusinowo (kolonię Piaski), Rypałki (kolonię Bielawki) i Starorypin (osiedle Wójtostwo) i włączeniu ich 28 lutego 1950 do Rypina. Brak konsensusu trwał do jesieni 1954, kiedy to formalnie zniesiono gminy wiejskie w miejsce gromad.